# (2461) Clavel
(2461) Clavel est un astéroïde de la ceinture principale.

## Description
(2461) Clavel est un astéroïde de la ceinture principale. Il fut découvert par Henri Debehogne et Giovanni de Sanctis le 5 mars 1981 à La Silla. Il présente une orbite caractérisée par un demi-grand axe de 3,188 UA, une excentricité de 0,164 et une inclinaison de 2,51° par rapport à l'écliptique.
Il fut nommé en hommage à Gustavine Clavel et sa famille, pour ses 100 ans, le 13 avril 1991.

## Compléments